# Pahlavilitteraturen
Pahlavilitteraturen (persiska ادبیات پهلوی, engelska Pahlavi literature) avser den till större delen zoroastriska litteratur som skrevs på medelpersiskans litterära bokspråk vilket kallas pahlavi (äldre svensk stavning: "pehlevi". Pahlavilitteraturen brukar ofta beskrivas som den zoroastriska delen av den medelpersiska litteraturen. 
Pahlavilitteraturen författades mellan 300-talet och 900-talet e.Kr. i landsdelen Pārs (nutida Fars).

## Nomenklatur
Ordet pahlavi betyder "av hjältar". Språket har givit namn åt pahlavidynastin som härskade i Iran under större delen av 1900-talet. 

## Pahlavilitteraturens betydelse
Pahlavilitteraturen anknyter till mycket äldre material från avestisk litteratur. Flera olika litterära genrer finns representerade i pahlavilitteraturen, däribland anekdoter, fabler, etik, teologi och filosofi. Till de mest omfattande pahlaviböckerna hör Dēnkard och Bundahishn som skrevs på 800-talet och är viktiga källor till vår kunskap om Irans mytologi och zoroastrismens utveckling under antiken. Det skrevs också ett flertal betydelsefulla exegetiska verk och kommentarer till Avesta på medelpersiska.
De filosofiska skrifterna på medelpersiska, såsom Shkand Gumānig Wizār ("Skingrandet av tvivlen") av Mardānfarrokh i Ohrmazddād, vittnar om ett rikt utbyte med grekisk filosofi i antikens Iran. Pahlavilitteraturen avspeglar också det nära förhållandet mellan iranier och judar i det sasanidiska Mesopotamien där den iranska huvudstaden Ktesifon var belägen.

## Viktiga profana verk
Ett manuskript som benämns MK efter Mihraban Kaykhusrow, den parsiske skrivaren som nedtecknade den. Handskriften är daterad till 1322 men som innehåller äldre material, är den enda bevarade källan till flera sekulära medelpersiska verk från den sasanidiska perioden. Till de texter som ingår i samlingen hör:
- Kār-nāmag i Ardashir i Pābagān ("Ardashirs I Pābagāns stordåd"), en biografi om Ardashir I Papagan, grundaren av den sasanidiska dynastin.
- Ayādgār-i Zarērān ("Minnet av Zarēr", det enda bevarade exemplaret av detta medelpersiska episka verk om den zoroastriske hjälten Zarēr.
- Shahrestānihā i Erānshahr, en geografisk beskrivning av de fyra regionerna i det sasanidiska riket.
- Flera texter inom genren andarz, iransk råd- och visdomslitteratur.
- Wizārishn i Chatrang ("Förklaring av schack"), en legendarisk berättelse om hur en indisk kung skickade ett schackspel till den sasanidiske ministern Bozorgmehr Bokhtagan för att testa iraniernas kunskaper, varpå Bozorgmehr löste gåtan och som svar skickade ett backgammon för att utmana den indiske kungen.
- Drakht i Āsurig ("Det assyriska trädet"), en ursprungligen parthisk dikt omarbetad till medelpersiska.
- Abdih ud Sahigih i Sagistān, en beskrivning av den östiranska regionen Sistans geografi och historia.
- Khusraw va redag("Khusraw och hans riddare"), en redogörelse för en konversation mellan en kung och en yngling om det goda livet.
- Māh Farvardin Ruz Khordād, en bok som beskriver alla mytiska och historiska händelser som inträffat den sjätte dagen i den persiska månaden Farvardin.
- Mādayān I Hazār Dādestān ("Tusen domslut"), en sammanställning av faktiska och hypotetiska rättsfall som avgjorts i sasanidiska domstolar. En enda handskrift av denna text finns bevarad.

Sasanidiska skrivare skrev också flera ordlistor som användes som hjälpmedel vid översättning till och från medelpersiska, däribland:
- Frahang-i Pahlavig, en ordlista av vanliga arameiska logogram som används på så kallad bokpahlavi (skriftlig medelpersiska).
- Frahang-i Oim, en ordbok som innehåller avestiska ord och uttryck.

Flera andra verk, nu förlorade, är kända från hänvisning till och beskrivningar av dem på andra språk. Verken inom denna grupp inkluderar bland andra:
- Khwaday Namag ("Kungaboken"), en hjälteroman över sasaniderkungarna där ättens ursprung kopplas till Zarathustras skyddspatron Vishtaspa och den legendariske grundaren av den iranska kayaniddynastin. Den ursprungliga medelpersiska versionen har gått förlorad och innehållet finns endast bevarat genom arabiska översättningar och i en versifierad nypersisk version, Shahnameh av Ferdousi.
- Kalila va Dimna, en medelpersisk översättning av den indiska panchatantra. Det medelpersiska arbetet översattes två århundraden senare till arabiska av Ruzbeh Pur Dāduē.
- Tansarbrevet, en beskrivning av Ardashir I Papagan tronbestigande. Brevet översattes till arabiska av till arabiska av Ruzbeh Pur Dāduē, och från arabiska till nypersiska i 1200-talsförfattaren Ebn Esfandiars historia om Tabarestan.
- Ayādgār-i Anōshirvān ("Minnet av Den odödlige"), en berättelse om Khusrov I som finns bevarad i en arabisk översättning av Ebn Meskavayh.